# 牧田與一郎
牧田 與一郎（まきた よいちろう、1903年（明治36年）1月15日 - 1971年（昭和46年）12月7日）は日本の実業家。三菱重工業社長として三菱グループを指導し、三菱自動車工業を設立。「牧田天皇」「横紙破り」「赤鬼のオマキ」と呼ばれた。

## 生涯
静岡県で代々続く材木商の家に生まれる。鷹狩で道に迷った徳川家康を駿府城下に導いた木こりの親方が、この功により大鋸町（現・静岡市葵区大鋸町）を賜り、そこに材木屋を開いたのが牧田家の祖先であるとの言い伝えがある。
静岡市立東尋常小学校、旧制静岡中学校から四年修了で第四高等学校に進み、1925年、東京帝国大学経済学部商業学科を卒業。同年、三菱商事に入社するも、反抗的な性格ゆえに上司と喧嘩を繰り返し、1935年以降、ドイツ・イギリス・フランス・イラン・イラクに左遷される。当時、海外支店から帰ってきた歓迎会の席上で人事部の幹事と口論になり、相手を二階の欄干から投げ落とすほどの暴れん坊ぶりだった。機械部に在職中は猛烈に技術書を読み、後年、三菱日本重工業（現・三菱重工業）会長の桜井俊記をして「なまじっかなエンジニアよりも機械や技術体系に詳しい」と言わしめた。
帰国後、荘清彦（のち三菱商事社長。與一郎のテニスメートである岩崎彦弥太の学友）の計らいで1938年に三菱重工業へ移り、岡野保次郎（のち三菱重工社長）の預かりの身分となってから頭角をあらわし、1945年、第十一製作所総務部長となる。名古屋機器製作所営業部長、同副所長を経て、1950年に機器部長。1953年、機械部長に就任。1956年、経済同友会幹事となる。1964年、三菱重工業専務。1965年、三菱重工業副社長。
1966年から1967年にかけて、四男・牧田吉明（当時成蹊大学在学中）が新左翼の過激派活動に関わったために教授会から呼び出しを受けたが、これに対して與一郎は「息子の喧嘩に親が出られるか！」と一切の介入を拒んだ。
1969年から三菱重工業社長。牧田を社長にすることを決定したのは、三菱グループの社長の集まり「金曜会」の世話人会の面々、すなわち藤井深造（三菱重工業初代社長）、田実渉（三菱銀行頭取）、河野文彦（三菱重工業会長）、藤野忠次郎（三菱商事社長）であった。吉明が背叛社火薬暴発事件（1968年10月6日）に関わって逐電していた時期には、父親としての責任を取るために社長辞任を真剣に考えた。
1970年、米国クライスラー社との提携によって自動車部門を強化独立させ、三菱自動車工業を設立。
1971年、社長在任中に病死。

## 親族
- 父の牧田新一は静岡市の材木商。[7]
- 妻は岩崎小弥太の娘（庶子）で、箱根底倉温泉の老舗旅館「つたや」の経営者沢田鋓義の養女[8]。小弥太は自分の娘の一人を與一郎に娶らしめたとき「浮気をしてもよいという条件でオレの娘を妻にせんか」と言ったとされる[8]。妻の養母、すなわち沢田の妻は上総飯野藩第10代藩主・保科正益の三女[9]。従って三菱財閥の3代目総帥・岩崎久弥は與一郎の妻にとって実父の従兄かつ養母の義兄にあたり[注釈 1]、元三菱銀行頭取・田実渉とは妻が従姉妹同士という関係にあたる[注釈 2]。従って牧田家は三菱の創業者一族・岩崎家及び三菱と縁の深い田実家と姻戚関係で結ばれている。
- 長男・牧田宏一、二男・牧田裕治、三男・牧田安夫はともに三菱系企業に勤務[15]。安夫の岳父に調所一郎 (男爵)。
- 四男は牧田吉明。
- 娘婿に早川種三の長男・早川一郎（三菱重工）、広田弘毅の孫・広田弘太郎（三菱商事）がいる。